# Підземний комплекс шахти

Шахтна поверхня та підземний комплекс вугільної шахти: 1 — штреки; 2 — вугільний пласт; 3 — бремсберг; 4 — ходки; 5 — надшахтні споруди стволів; 6 — адміністративно-побутовий комбінат; 7 — склад; 8 — вугільний склад; 9 — терикон.

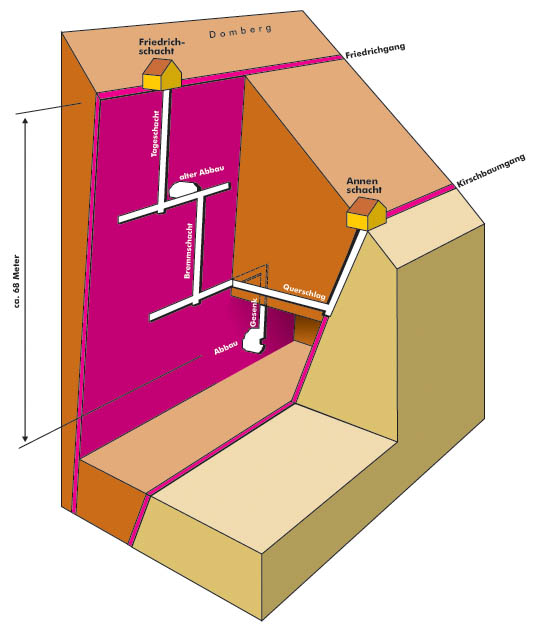
Приклад підземного комплексу шахти шахти «Friedrich» (Німеччина).

Підземний комплекс шахти — система підземних споруд, які забезпечують доступ до корисної копалин та її видобування: стволи (вертикальні і похилі), приствольний двір, розкривальні та підготовчі виробки, очисні та підготовчі вибої з розташованими в них устаткованням та комунікаціями.
Сумарна протяжність підземних гірничих виробок на вугільних шахтах становить від декількох десятків до сотень кілометрів (наприклад, сумарна протяженість гірничих виробок російської шахти «Распадська» становить близько 360 км, що більше, ніж протяженість ліній московського метрополітену). Цей показник визначається схемою розкриття і підготовки шахтного поля та його розмірами.